# زلزال آسام - التبت 1950
زلزال آسام - التبت 1950 هو زلزالٌ وقعَ في في الهند بتاريخ 15 أغسطس 1950.